# كلارك بي. ديبل
كلارك بي. ديبل هو سياسي أمريكي، ولد في 27 مايو 1860 في مقاطعة جينيسي في الولايات المتحدة، وتوفي بنفس المكان في 24 يوليو 1932. نشط حزبياً في الحزب الديمقراطي.